# Ремон ван де Гаре
Ремон ван де Гаре (нід. Remon van de Hare; нар. 23 травня 1982, Амстердам, Нідерланди) — нідерландський баскетболіст, який виступав на позиції центрового за декілька клубів, зокрема за іспанську «Барселону» та національну збірну Нідерландів.

## Ігрова кар'єра
Починав спортивну кар'єру 2000 року в складі іспанської «Барселони». У її складі двічі ставав чемпіоном країни, а також вигравав Євролігу.
2003 року був обраний у другому раунді драфту НБА під загальним 52-м номером командою «Торонто Репторз». Проте кар'єру в НБА так і не розпочав, продовживши виступи у складі «Барселони».
2005 року перейшов до складу словенської «Олімпії». Двічі завойовував Суперкубок Словенії у її складі.
З 2006 по 2007 рік виступав за кіпрський АЕЛ. Став чемпіоном країни.
Наступний сезон провів у складі маріупольського «Азовмаша», де завоював титул чемпіона України.
2008 року підписав контракт з кіпрським АЕКом з Ларнаки.
Останнім клубом в кар'єрі гравця став іспанський «Матаро», до складу якого приєднався 2009 року і відіграв частину сезону.

## Виступи за збірну
На міжнародному рівні виступав за національну збірну Нідерландів.